# Himaldroma
Himaldroma is een geslacht van hooiwagens uit de familie Sclerosomatidae.
De wetenschappelijke naam Himaldroma is voor het eerst geldig gepubliceerd door J. Martens in 1987. 

## Soorten
Himaldroma omvat de volgende 2 soorten:
- Himaldroma altus
- Himaldroma pineti